# 紀藤織文
紀藤 織文（きとう おりぶみ、1858年8月22日〈安政5年7月14日〉 - 1947年〈昭和22年〉8月17日）は、日本の政治家、実業家。

## 経歴
1858年、長州藩の永代家老福原家の家臣の家に生まれる。
父は紀藤海蔵、兄に紀藤宗介（後の宇部共同義会初代会長）、紀藤礼蔵らがおり、1878年（明治11年）に家督を相続し、前名の織人から織文に改名した。
長じて和仏法律学校に入学して法律学を修め、郷土の民政に参与した。1898年（明治31年）6月から1902年（明治35年）6月まで宇部村長を務めた。そのほか、厚狭郡会議員、山口県会議員などに選ばれ、地方政治に貢献した。一転して宇部村の実業が盛んとなったものの、殖産興業に必要な銀行がないことに憤りを感じ、1912年（明治45年）に宇部銀行を設立し、その初代取締役頭取に就任した。他にも一般公共の事業に尽くすことも多大であった。また文事の趣味があり詩歌をたしなみ凌雲の号があった。宇部共同義会の会長もつとめた。

## 家族
- 兄：紀藤宗介（天保12年11月生）
  - 長男：紀藤閑之介
- 長女：艷子（1894年8月生） - 青木正児の妻[3]。
- 孫：紀藤正樹